# Province de Capinota

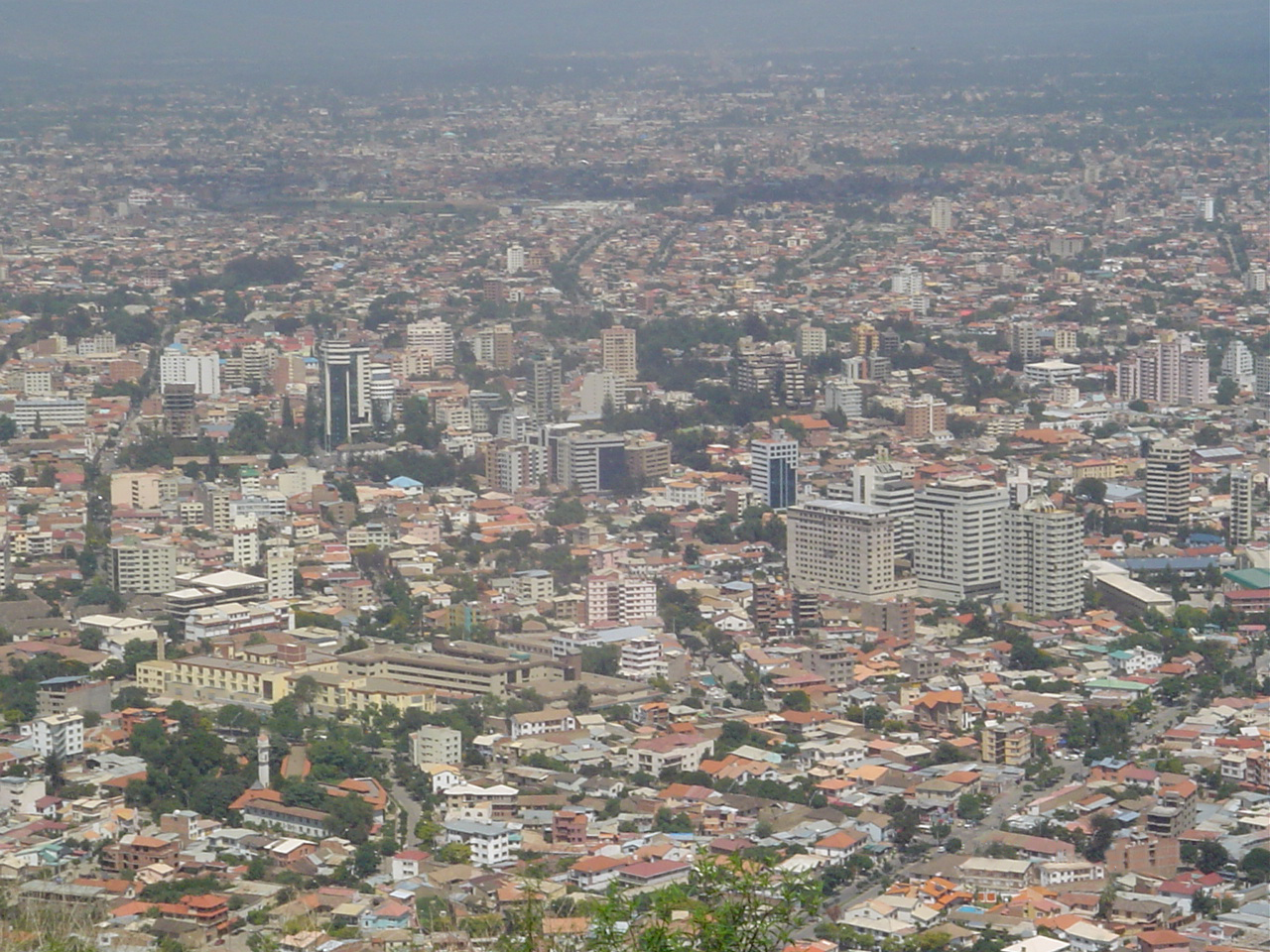

La province de Capinota est une des seize provinces du département de Cochabamba, en Bolivie. Son chef-lieu est la ville de Capinota. Elle comptait 25 582 habitants, en 2001.

## Villes
- Irpa Irpa